# Liberty Grove (Wisconsin)
Liberty Grove – miasto w Stanach Zjednoczonych, w stanie Wisconsin, w hrabstwie Door.